# Chinadorai Deshmutu
Chinadorai Deshmutu (1 februari 1932) is een voormalig Indiaas hockeykeeper.
Deshmutu won in 1952 met de Indiase ploeg de olympische gouden medaille. Deshmutu kwam alleen in actie in de kwartfinale.

## Resultaten
- 1952  Olympische Zomerspelen in Helsinki